# Vadim Dubrovickij
Vadim Dubrovickij (Luninec, 25 luglio 1960) è un regista sovietico, dal 1991 russo.

## Filmografia parziale

### Regista
- Svad'ba. Delo. Smert' (2010)
- Ivanov (2010)